# Barre (geografisk betegnelse)
 For alternative betydninger, se Barre. (Se også artikler, som begynder med Barre)
Barre er betegnelsen for en naturlig aflejring af sand eller andre materialer ved mundingen af en flod, bugt eller fjord. En barre udvikler sig løbende som følge af strømme på henholdsvis hav- og flodsiden. Undertiden kan en barre vokse op over vandoverfladen, hvorved den bliver til en tange. 
En barre kan genere skibsfarten, idet vanddybden kan variere markant mellem barren og farvandene på hver side af barren. Af den grund vil man i vore dage ofte grave en sejlrende i barren og derved muliggøre passage.
Hals Barre ved Limfjordens østlige munding er et eksempel på en barre i Danmark.